# Giga Berlin
A Tesla Gigafactory Berlin-Brandenburg (más néven Gigafactory Berlin, Gigafactory 4 vagy Gigafactory Europe) a Tesla, Inc. európai gyártóüzeme, amely a németországi Grünheidében épül. A campus Berlin központi részétől 35 kilométerre délkeletre található a Berlin-Wrocław-vasútvonal mentén, amely a terület északi határát képezi Erkner állomás és Fangschleuse vasútállomás között; valamint az A10-es autópálya mentén, amely a nyugati határt képezi.
A létesítményt és annak berlini helyszínét Elon Musk, a Tesla vezérigazgatója 2019 novemberében jelentette be a Das Goldene Lenkrad díjátadón. A gyár a tervek szerint akkumulátorokat, akkumulátorcsomagokat és hajtásláncokat gyártana a Tesla járműveiben való felhasználásra, valamint összeszerelné a Tesla Model Y-t. A gyártás tervezett kezdete 2021. Az építési munkálatok 2020 elejére kezdődtek el, a helyszín előkészítése és az alapozási munkálatok már folyamatban vannak. 2020 januárjában a helyi környezetvédelmi hatóság közzététele szerint a gyár várhatóan 2021 júliusában kezdi meg működését, ami adminisztratív problémák miatt késett. A "Giga Fest"-re, a befejezés megünneplésére azonban 2021 októberében került sor.

## Története

### Tervezés és helymeghatározás (2015-2018)
A Tesla európai gigagyáráról már 2015-ben felmerült a kezdeti vita. Akkor úgy gondolták, hogy a gyár egy kombinált elektromos akkumulátorgyártó üzem és autógyár lesz. 2016-ban a Tesla azzal számolt, hogy 2017-ben bejelenti a gyárat.. In 2016, Tesla was anticipating to announce the factory in 2017.
A gyárat korábban alkalmanként "Gigafactory 2" néven emlegették 2017. február 22. előtt, amikor a Tesla a New York állambeli Buffalóban található SolarCity Gigafactory 2 néven kezdte emlegetni a gyárat. 2017-re az európai Gigafactory várhatóan a Gigafactory 4 vagy 5 nevet kapta. 2019 novemberében Gigafactory 4, majd Giga Berlin lett belőle.

### Építés és megnyitás (2019-2021)
2019. november 12-én, a Berlinben megrendezett Das Goldene Lenkrad díjátadón Elon Musk, a Tesla vezérigazgatója hivatalosan bejelentette, hogy a Gigafactory 4 létesítmény helyszínéül Berlint választották ki. A Giga Berlinben várhatóan akkumulátorokat, akkumulátorcsomagokat és hajtásláncokat gyártanak majd a Tesla járműveiben való felhasználásra. Emellett a Tesla Model Y összeszerelését is elvégzi majd, amelyet korábban már bejelentettek a Gigafactory 4 2019 márciusára. A létesítmény építését akkor 2020 elején tervezték elkezdeni, a gyártás tervezett kezdete pedig 2021 vége. 2021-ben tervezték a gyártás megkezdését.. Musk egy új tervező- és fejlesztőközpont létrehozását is bejelentette a közeli Berlinben.
2020 februárjára a környezetvédelmi kihívásokat bírósági döntésekkel tisztázták, ami lehetővé tette, hogy megkezdődhessen a telephelyen a növényzet irtása.
Az építési munkálatok 2020 májusára megkezdődtek a kezdeti alapozási munkálatokkal, az első négy építési daru felállításával és az építőanyagok, köztük oszlopok és gerendák vonatrakományainak érkezésének megkezdésével. 2020-ban Musk kijelentette, hogy az előregyártott építési technikák alkalmazása miatt az építkezés "lehetetlennek tűnő sebességgel" fog megvalósulni.
2021. október 9-én a Tesla megtartotta a Gigafactory Berlin-Brandenburg megyei vásárát, ahol 9000 helyi vendéget hívtak meg a gyár megtekintésére..

### Engedélyezés és gyártás (2022-)
2022 márciusában a brandenburgi kormány megadta a Giga Berlin végleges környezetvédelmi engedélyét.. Az engedély azonban nem adta meg a Teslának a kapacitást az azonnali induláshoz. 2022. március 22-én hivatalosan is megnyitották a Giga Berlint. A létesítmény előtt több tüntető gyűlt össze, hogy aggodalmukat fejezzék ki.